# Yucca queretaroensis
Yucca queretaroensis (englischer Trivialname: Bioconvex Denticulate Leaf-Yucca) ist eine Pflanzenart der Gattung der Palmlilien (Yucca) in der Familie der Spargelgewächse (Asparagaceae).

## Beschreibung
Yucca queretaroensis wächst solitär und bildet einen Stamm von 2 bis 3,5 Meter Höhe. Sie bildet kleine, rhizomatöse Gruppen. Die variablen, steifen, dünnen, rauen, bikonvexen, gelben Laubblätter sind 30 bis 60 cm lang. Sie sind (wie alle Vertreter der Sektion Chaenocarpa, Serie Rupicolae) an den Blatträndern fein gezahnt.
Der in den Blättern beginnende, dicht verzweigte Blütenstand wird 0,5 bis 0,8 Meter hoch. Die hängenden, glockigen, weißen bis cremefarbenen Blüten weisen eine Länge von 2 bis 3 cm und einen Durchmesser von etwa 1,5 cm auf. Die Blütezeit reicht von April bis Juni.

## Vorkommen und Systematik
Yucca queretaroensis ist verwandt mit den geographisch isolierten Yucca thompsoniana und Yucca rostrata den weiteren Vertreter der Sektion Chaenocarpa, Serie Rupicolae. Ähnlichkeiten mit Yucca linearifolia der Sektion Yucca Serie Yucca sind deutlich.
Yucca queretaroensis ist extrem gefährdet.
Diese außergewöhnliche Art ist selten in den Sammlungen.
Yucca queretaroensis ist in Mexiko endemisch im Bundesstaat Queretaro. Dort ist sie auf steinigen Böden an flachen oder steilen Hängen in Höhenlagen zwischen 1000 und 1300 m verbreitet. Sie wächst vergesellschaftet mit Yucca filifera, Dasylirion longissimum, Agave striata und zahlreichen Kakteenarten.
Der botanische Name wurde nach dem Staat Queretaro der Lokalität von Yucca queretaroensis ausgewählt.
Die Erstbeschreibung durch Ignacio Piña Lujan unter dem Namen Yucca queretaroensis ist 1989 veröffentlicht worden.

## Bilder
Yucca queretaroensis:

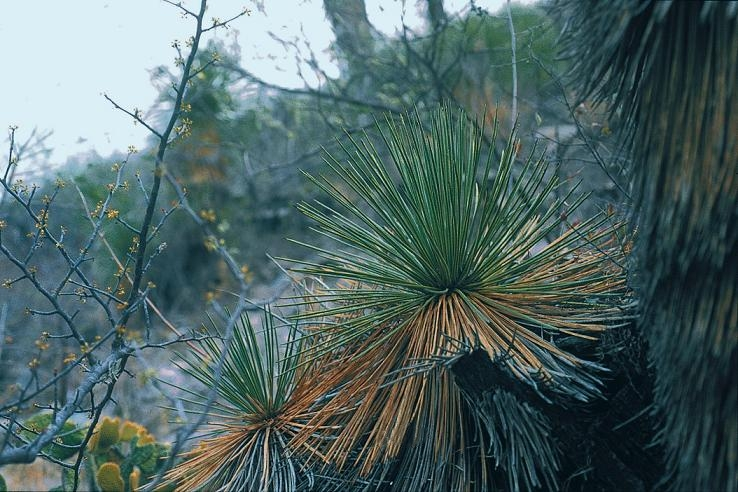
Jungpflanzen in Mexiko
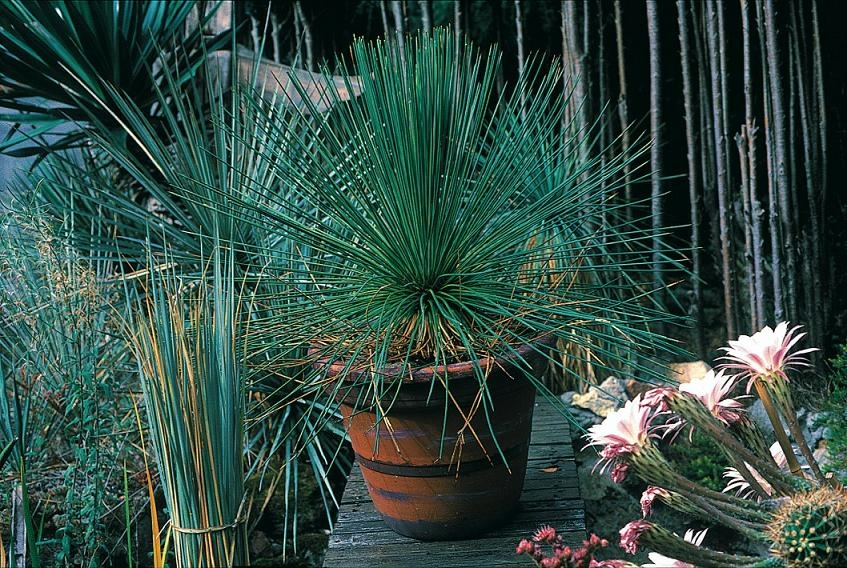
20 Jahre altes Exemplar in Kultur